# Discografia de Espen Lind
A discografia de Espen Lind inclui sete álbuns de estúdio e dois álbuns ao vivo, além de diversos singles lançados a partir de 1995.
Todos os seus álbuns foram lançados em CD e, posteriormente, por download digital e streaming. Em abril de 2025, o álbum Red foi relançado em uma edição especial em vinil, em sua primeira versão (norueguesa).

## Álbuns
| 1995 | Mmm... Prepare to be Swayed (lançado como Sway)         | 29 | —  |
| 1997 | Red                                                     | 3  | 19 |
| 2000 | This Is Pop Music                                       | 3  | —  |
| 2005 | April                                                   | 3  | —  |
| 2006 | Hallelujah Live (com Nilsen, Fuentes & Holm)            | 1  | —  |
| 2008 | Army of One                                             | 1  | —  |
| 2009 | Hallelujah Live - Volume 2 (com Nilsen, Fuentes & Holm) | 1  | —  |
| 2019 | Til alle tider (com Ingebjørg Bratland)                 | 20 | —  |

### Trilhas Sonoras
| Ano  | Título                                             | NOR |
| ---- | -------------------------------------------------- | --- |
| 2025 | Requiem for Selina (com Norwegian Radio Orchestra) | -   |

## Singles
| 1995 | "Yum Yum Gimme Some" (lançado como Sway)           | Mmm... Prepare to be Swayed | 17 | —  | —  |
| 1995 | "American Love" (lançado como Sway)                | Mmm... Prepare to be Swayed | —  | —  | —  |
| 1995 | "Blast Yer Brain" (lançado como Sway)              | Mmm... Prepare to be Swayed | —  | —  | —  |
| 1997 | "Baby You're So Cool" (lançado como Sway)          | Red                         | —  | —  | —  |
| 1997 | "When Susannah Cries"                              | Red                         | 1  | 9  | 10 |
| 1998 | "Lucky For You"                                    | Red                         | —  | 82 | —  |
| 1998 | "American Love"                                    | Red                         | —  | —  | —  |
| 1998 | "It's A Damn Shame About You"                      | Red                         | —  | —  | —  |
| 2000 | "Black Sunday"                                     | This Is Pop Music           | 4  | —  | —  |
| 2001 | "Where The Lost Ones Go" (dueto com Sissel)        | This Is Pop Music           | 26 | —  | 90 |
| 2002 | "Life Is Good"                                     | This Is Pop Music           | —  | 99 | —  |
| 2004 | "Unloved"                                          | April                       | 1  | —  | —  |
| 2005 | "Look Like Her"                                    | April                       | —  | —  | —  |
| 2005 | "Million Miles Away"                               | April                       | —  | —  | —  |
| 2006 | "Hallelujah" (com Nilsen, Fuentes & Holm)          | Hallelujah Live             | 1  | —  | —  |
| 2006 | "The Boys Of Summer" (com Nilsen, Fuentes & Holm)  | Hallelujah Live             | 12 | —  | —  |
| 2008 | "Scared of Heights"                                | Army of One                 | 1  | —  | —  |
| 2008 | "Sweet Love"                                       | Army of One                 | —  | —  | —  |
| 2009 | "With or Without You" (com Nilsen, Fuentes & Holm) | Hallelujah Live - Volume 2  | 1  | —  | —  |
| 2018 | "Nærmere deg, min Gud" (com Ingebjørg Bratland)    | Til alle tider              | —  | —  | —  |

## Participações
| Ano  | Faixa                         | Notas                         | Álbum                                                                 |
| ---- | ----------------------------- | ----------------------------- | --------------------------------------------------------------------- |
| 2001 | "Where The Lost Ones Go"      | Dueto com Sissel              | All Good Things                                                       |
| 2004 | "Remedy"                      | Dueto com Maria Arredondo     | Not Going Under                                                       |
| 2005 | "Sure Know Something"         | Cover tributo ao Kiss         | Gods of Thunder - A Norwegian Tribute To Kiss                         |
| 2005 | "Venn"                        | Vários artistas               | Single de caridade                                                    |
| 2008 | "Sometimes It Snows In April" | Cover tributo a Prince        | Shockadelica - 50th Anniversary Tribute To The Artist Known As Prince |
| 2018 | "Opna deg, hjarte!"           | Dueto com Ingebjørg Bratland  | Nærmere deg, min Gud (Single)                                         |
| 2025 | "Selina's Theme"              | com Norwegian Radio Orchestra | Single promocional                                                    |

## Videoclipes
| Ano  | Título                                             | Diretor     |
| ---- | -------------------------------------------------- | ----------- |
| 1995 | "Yum Yum Gimme Some" (lançado como Sway)           | —           |
| 1995 | "Girlfriend You're a Bitch" (lançado em CD-ROM)    | —           |
| 1997 | "When Susannah Cries" (versão norueguesa)          | —           |
| 1998 | "When Susannah Cries" (versão internacional)       | —           |
| 1998 | "Lucky For You"                                    | Paul Boyd   |
| 2000 | "Black Sunday"                                     | —           |
| 2001 | "Where The Lost Ones Go" (dueto com Sissel)        | —           |
| 2002 | "Life Is Good"                                     | —           |
| 2004 | "Unloved"                                          | Alex Herron |
| 2005 | "Million Miles Away"                               | Alex Herron |
| 2009 | "With or Without You" (com Nilsen, Fuentes & Holm) | —           |

## DVDs
| Ano  | Título            | NOR |
| ---- | ----------------- | --- |
| 2006 | Hallelujah Live   | 1   |
| 2007 | Sissel in Concert | —   |